# Rajon Tschernjachowsk
Der Rajon Tschernjachowsk ist eine Verwaltungseinheit in der russischen Oblast Kaliningrad. Er liegt im Zentrum der Oblast.
Seit 2016 besteht der Rajon nur noch administrativ-territorial und wird mit Administrativer Rajon Tschernjachowsk (russisch Черняховский административный район) bezeichnet. Die kommunale Selbstverwaltung wird als Munizipalkreis organisiert, dessen Verwaltungssitz die Stadt Tschernjachowsk (Insterburg) ist.

## Verkehr

### Schienen
Durch das Rajonsgebiet verläuft die Haupteisenbahnstrecke Kaliningrad (Königsberg) - Moskau (die ehemalige Preußische Ostbahn) und je eine Nebenstrecke von Tschernjachowsk nach Schelesnodoroschny (Gerdauen) und nach Sowetsk (Tilsit), auf denen der Personenverkehr aber eingestellt wurde.

### Straßen
Durch den Rajon verläuft die Föderalstraße A 229 von Kaliningrad zur russisch-litauischen Grenze. Von Tschernjachowsk führt nach Norden die Regionalstraße 27A-009 nach Bolschakowo und nach Süden die Regionalstraße 27A-044 (ex A 197) nach Krylowo.

## Flüsse
Das Rajonsgebiet wird von den Flüssen Inster, Angerapp und Pregel durchflossen.

## Kommunale Selbstverwaltung
Auf dem Territorium des Rajons Tschernjachowsk besteht die kommunale Selbstverwaltungseinheit Munizipalkreis Tschernjachowsk (ru. Черняховский муниципальный округ, Tschernjachowski munizipalny okrug) mit der Stadt Tschernjachowsk und den weiteren auf dem Territorium des Rajons befindlichen 101 Siedlungen (ru. possjolok).

## Georgenburg
Auf dem Rajonsgebiet in der Ortschaft Majowka befindet sich die alte Ordensburg Georgenburg.

## Geschichte
Der Rajon wurde am 7. April 1946 als Insterburgski rajon gegründet. Er entsprach ungefähr dem bis 1945 bestehenden Landkreis Insterburg, wurde im Nordwesten aber bis an die ehemalige Reichsstraße 138 herangeführt, beinhaltete dabei den Ort Popelken (1938 bis 1945 "Markthausen") und darüber hinaus auch den Ort Mehlauken (1938 bis 1945 "Liebenfelde"). Zuständig für den Rajon war ab Ende Mai 1946 zunächst die „Verwaltung für zivile Angelegenheiten des Rajons Insterburg“ (ru. Управление по гражданским делам Инстербургского района, Uprawlenie po graschdanski delam Insterburgskowo rajona). Am 7. September 1946 wurde die Stadt Insterburg in Tschernjachowsk umbenannt und der Rajon in Tschernjachowski rajon. So wie die Stadt Insterburg kreisfrei geblieben war, war auch Tschernjachowsk zunächst rajonfrei. Am 6. Juni 1947 wurde zur Verwaltung des Rajons das Exekutivkomitee des Tschernjachowsker Rajonsowjets der Abgeordneten der Werktätigen ernannt (ru. Исполнительный комитет Черняховского районного Совета депутатов трудящихся, Ispolnitelny komitet Tschernjachowskowo rajonowo Soweta deputatow trudjaschtschichsja; kurz: Черняховский Райисполком, Tschernjachowski Rajispolkom). Bei der Gründung des Rajons Bolschakowo am 25. Juli 1947 gingen die in Kalinowka, Salessje und Wyssokoje umbenannten Orte Groß Aulowönen (1938 bis 1945 "Aulenbach"), Popelken und Mehlauken an diesen über.
In den Jahren 1963 bis 1965 war der Rajon an den Rajon Osjorsk angeschlossen. Im Jahr 1965 kehrte der Ort Kalinowka aus dem Rajon Slawsk in den Rajon Tschernjachowsk zurück. Eine eigene Rajonverwaltung wurde allerdings nicht wieder installiert, sondern es wurde der Rajon von der Stadt Tschernjachowsk mitverwaltet. Im Jahr 1991 bekam der Rajon wieder eine eigene Verwaltung mit der Bezeichnung Administration des Rajons Tschernjachowsk (ru. Администрация Черняховского района, Administrazija Tschernjachowskowo rajona). Im Jahr 1996 wurde die Stadt Tschernjachowsk in den Rajon eingegliedert.
Im Jahr 1998 wurde auf dem Territorium des Rajons Tschernjachowsk die (gleichnamige) kommunale Selbstverwaltungseinheit Rajon Tschernjachowsk eingerichtet. Im Jahr 2004 bekam diese Verwaltungseinheit den Status eines Stadtkreises (ru. Черняховский городской округ, Tschernjachowski gorodskoi okrug). Der Stadtkreis Tschernjachowsk wurde von der Gerichtsbarkeit jedoch verworfen. Daraufhin bekam die Verwaltungseinheit im Jahr 2008 den Status eines "munizipalen" Rajons und wurde mit Munizipaler Rajon Tschernjachowsk bezeichnet (ru. Черняховский муниципальный район, Tschernjachowski munizipalny rajon); darin wurde die kommunale Selbstverwaltung auf die lokale Ebene ausgeweitet und die bestehenden sieben Dorfbezirke sowie der Bereich der Tschernjachowsker Stadtadministration in drei Landgemeinden und die städtische Gemeinde Tschernjachowskoje umgewandelt. Im Jahr 2016 wurde die kommunale Selbstverwaltung (wieder) als Stadtkreis organisiert. Im Jahr 2022 wurde der Stadtkreis in einen Munizipalkreis umgewandelt.

### Dorfsowjets/Dorfbezirke 1947–2008
| Name               | Verwaltungssitz                              | deutscher Name                        | Bemerkungen |
| ------------------ | -------------------------------------------- | ------------------------------------- | --- |
| Bereschkowski      | Bereschkowskoje seit vor 1988: Saowraschnoje | Groß Bubainen (Waldhausen) Schwegerau | von 1963 bis 1965 im Rajon Osjorsk |
| Gremjatschski      | Gremjatschje                                 | Groß Berschkallen (Birken)            | bis 1954, dann Majowski |
| Kalinowski         | Kalinowka                                    | Groß Aulowönen (Aulenbach)            | seit 1969 |
| Kaluschski         | Kaluschskoje                                 | Grünheide                             | von 1963 bis 1965 im Rajon Osjorsk |
| Kamenski           | Kamenskoje                                   | Saalau                                | von 1963 bis 1965 im Rajon Osjorsk |
| Krasnopoljanski    | Krasnopoljanskoje                            | Groß Gaudischkehmen (Groß Gauden)     | von 1963 bis 1965 im Rajon Osjorsk |
| Majowski           | Majowka                                      | Georgenburg                           | seit 1954, vorher Gremjatschenski, von 1963 bis 1965 im Rajon Osjorsk, bis 1997, dann auf Kalinowski, Kaluschski und Kamenski verteilt, die Orte Majowka und Timirjasewo wurden in die Stadt Tschernjachowsk eingemeindet |
| Meschduretschenski | Meschduretschje                              | Norkitten                             | bis 1961, dann zu Bereschkowski |
| Sagorski           | Sagorskoje                                   | Pelleningken (Strigengrund)           | von 1963 bis 1965 im Rajon Osjorsk |
| Swobodnenski       | Swoboda                                      | Jänischken (Jänichen)                 | von 1963 bis 1965 im Rajon Osjorsk |

### Gemeinden 2008–2015

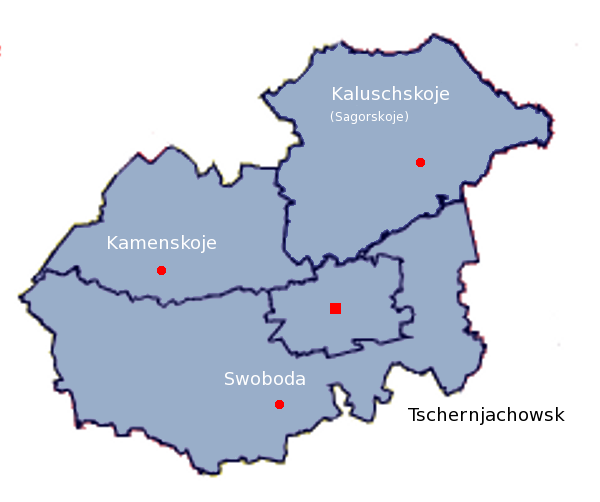
Verwaltungseinteilung des Rajons Tschernjachowsk 2008–2015

| Name                 | Verwaltungssitz | deutscher Name                     | Anzahl der Orte |
| -------------------- | --------------- | ---------------------------------- | --------------- |
| Städtische Gemeinde: |                 |                                    |                 |
| Tschernjachowskoje   | Tschernjachowsk | Insterburg                         | 6               |
| Landgemeinden:       |                 |                                    |                 |
| Kaluschskoje         | Sagorskoje      | Pelleningken 1938–45: Strigengrund | 34              |
| Kamenskoje           | Kamenskoje      | Saalau                             | 27              |
| Swobodnenskoje       | Swoboda         | Jänischken 1938–45: Jänichen       | 35              |

### Einwohnerentwicklung
| Jahr | Einwohner | Bemerkungen |
| ---- | --------- | --- |
| 1959 | 16.884    | Bezogen auf den Gebietsbestand von 1960. Einschließlich der Stadt Tschernjachowsk: 45.947. Umgerechnet auf den Gebietsbestand ab 1965 einschließlich der Stadt Tschernjachowsk: 47,8 T. |
| 1970 | 15.770    | Einschließlich der Stadt Tschernjachowsk: 49.216 |
| 1979 | 13.973    | Einschließlich der Stadt Tschernjachowsk: 49.549 |
| 1989 | 12.806    | Einschließlich der Stadt Tschernjachowsk: 52.428 |
| 2002 | 57.521    | |
| 2010 | 51.936    | |
| 2021 | 46.410    | |

### Funktionsträger

#### Parteisekretäre der WKP(B)/KPdSU 1947–1955
- 1947–1950: Afanassi Terentjewitsch Illarionow (Афанасий Терентьевич Илларионов)
- 1950–1955: S. Ja. Owtschinnikow (С. Я. Овчинников)

ab 1955 war für den Rajon der Parteisekretär der Stadt Tschernjachowsk zuständig

#### Vorsitzende
- 1946–1947: Afanassi Terentjewitsch Illarionow (Афанасий Терентьевич Илларионов)
- 1947: Timofei Iwanowitsch Beresin (Тимофей Иванович Березин)
- 1947–1955: A. S. Berendjugin (А. С. Берендюгин)
- 1955–1959: Iwan Ignatjewitsch Mironow (Иван Игнатьевич Миронов)
- 1959–1962: ?

von 1963 bis 1991 gab es keine eigene Rajonverwaltung
- 1991–1996: Nikolai Fjodorowitsch Saikin (Николай Фёдорович Заикин)
- 1996–2005: Galina Iwanowna Fomenko (Галина Ивановна Фоменко)
- 2005–2008: Andrei Olegowitsch Winogradow (Андрей Олегович Виноградов)
- 2008–2010: Wladimir Petrowitsch Chlimankow (Владимир Петрович Хлиманков)
- 2010–2011: Sergei Anatolewitsch Schtschetilnikow (Сергей Анатольевич Щепетильников)
- 2011–2015: Juri Alexejewitsch Kowylkin (Юрий Алексеевич Ковылкин)
- 2015–2020: Oleg Wladimirowitsch Luzuk (Олег Владимирович Луцук)
- seit 2020: Juri Alexejewitsch Kowylkin (Юрий Алексеевич Ковылкин)

#### Verwaltungschefs
- 2011–2012: Waleri Anatolewitsch Fomin (Валерий Анатольевич Фомин)
- 2013–2017: Sergei Anatolewitsch Schtschepetilnikow (Сергей Анатольевич Щепетильников)
- seit 2017: Sergei Wassiljewitsch Bulytschew (Сергей Васильевич Булычев)